# Piên
Piên este un oraș în Paraná (PR), Brazilia.